# Érsekcsanád
Érsekcsanád is een plaats (község) en gemeente in het Hongaarse comitaat Bács-Kiskun. Érsekcsanád telt 2967 inwoners (2005).